# Magway (regio)
Magway Region (voorheen Magway Division) is een administratieve afdeling in centraal Myanmar. Het is de op een na grootste van de zeven divisies van Myanmar, met een oppervlakte van 44.820 km2. Pa Del Dam is een van de dammen in Aunglan Township, Magway Division. De hoofdstad en op een na grootste stad van de Magway Division is Magway. De grootste stad is Pakokku. De belangrijkste steden van Magway Division zijn Magway, Pakokku, Chauk, Aunglan, Yenangyaung, Taungdwingyi, Minbu, Thayet en Gangaw.

## Geografie
Mayway Region ligt ongeveer tussen noorderbreedte 18° 50' tot 22°47' en oosterlengte 93° 47' tot 95° 55'. Het wordt begrensd door de regio Sagaing in het noorden, de regio Mandalay in het oosten, de regio Bago in het zuiden en de staten Rakhine en Chin in het westen.

## Geschiedenis
Fossielen van meer dan 40 miljoen jaar oud werden opgegraven in de gebieden Pondaung en Ponnya in het district Pakokku van Magway, waardoor de regering verklaarde dat Myanmar 'de geboorteplaats van de mensheid in de wereld' is, een bewering die niet wordt ondersteund door antropologen. Peikthano-myo, een oude stad van de Pyu, is ongeveer 2000 jaar oud en ligt in de gemeente Taungdwingyi, in de regio Magway.
De moderne geschiedenis van de regio Magway weerspiegelt die van de andere divisies van centraal Birma. De oude naam van Magway Region is Minbu Region. Minbu Region werd opgericht met 3 districten. Minbu District, Thayet District en Yenangyaung District. De hoofdstad was Yenangyaung. In 1950 werd het township Chauk verplaatst naar Yenangyaung District van Myingyan District. Op 2 maart 1962 nam het leger onder leiding van generaal Ne Win de macht over Birma door middel van een staatsgreep, en de regering stond onder directe of indirecte controle van het leger. In 1974 werd een nieuwe grondwet van de Socialistische Republiek van de Unie van Birma aangenomen. De naam van de regio Minbu werd veranderd in Magway en het district Yenangyaung werd afgeschaft. Magway District werd opgericht met 6 gemeentes. Pakokku Hill Tracts (of) Pakokku provincie werd afgeschaft, en Pakokku District werd toegevoegd aan de Magway Division en Mindat District werd toegevoegd aan de staat Chint. Magway Region werd vervolgens verdeeld in 4 districten: Magway District, Minbu District, Thayet District en Pakokku District. De hoofdstad werd veranderd van Yenangyaung naar Magway. Op 4 april 1996 werd Pakokku District opgedeeld in twee districten: Pakokku en Gangaw. Magway heeft in totaal 5 districten en 25 gemeentes.

## Bevolking

### Religie
De grootste religie in Magway is het boeddhisme. Magway heeft met 98,8% het grootste percentage boeddhisten in Myanmar (ruim 11 procentpunten hoger vergeleken met het landelijk percentage van 87,8%). 
| Religieuze samenstelling (2014) | Religieuze samenstelling (2014) | Religieuze samenstelling (2014) | Religieuze samenstelling (2014) | Religieuze samenstelling (2014) |
| ------------------------------- | ------------------------------- | ------------------------------- | ------------------------------- | ------------------------------- |
|                                 |                                 |                                 |                                 |                                 |
| Boeddhisme                      | Boeddhisme                      |                                 | 98,8%                           | 98,8%                           |
| Christendom                     | Christendom                     |                                 | 0,7%                            | 0,7%                            |
| Islam                           | Islam                           |                                 | 0,3%                            | 0,3%                            |
| Animisme                        | Animisme                        |                                 | 0,1%                            | 0,1%                            |
| Hindoeïsme                      | Hindoeïsme                      |                                 | 0,1%                            | 0,1%                            |
| Geen/Overig                     | Geen/Overig                     |                                 | 0,0%                            | 0,0%                            |